# Războiul pasiunilor
Războiul pasiunilor (O Rei do Gado; lit. „Regele bovinelor”) este o telenovelă braziliană din 1996-1997, difuzată în România de canalul Acasă TV.

## Distribuție
- Antônio Fagundes - Antonio Mezenga / Bruno Mezenga
- Patrícia Pillar - Luana
- Glória Pires - Rafaela Berdinazzi
- Raul Cortez - Geremias Berdinazzi
- Fábio Assunção - Marcos Mezenga
- Guilherme Fontes - Otávio
- Sílvia Pfeifer - Léa Mezenga
- Lavínia Vlasak - Lia Mezenga
- Carlos Vereza - Senador Roberto Caxias
- Mariana Lima - Liliana Caxias
- Stênio Garcia - Zé do Araguaia
- Bete Mendes - Donana